# 조윤진
조윤진(영어: Yoonjin Jo, 1984년 ~ )은  소셜멘토링 잇다 설립한 대한민국의 기업인이다.

## 생애
2009년 반도체 분야 기업에 입사해 해외 영업 업무를 담당하였으며, 2012년 소셜멘토링 잇다를 설립하였다.